# 收稅人 (電影)
《收稅人》（英語：The Tax Collector）是一部2020年美國犯罪驚悚片，由大衛·艾亞執導、監製和編劇。主演包括鲍比·索托（Bobby Soto）、辛西亞·卡莫納（Cinthya Carmona）、喬治·洛佩茲和西亞·李畢福。
該片由RLJE影業定檔2020年8月7日在美國上映。

## 劇情
大衛和柯瑞普是名為巫師（Wizard）的犯罪幫主手下的收税人，負責從當地幫派的非法交易中收取稅款。但當巫師的老對手從墨西哥回到洛杉磯時，對整個幫派的事業造成了動盪；在協助幫主解決危機的同時，大衛希望保護對他最重要的事物——他的家人。

## 演員
- 鲍比·索托（Bobby Soto）[6]飾演大衛（David）
- 西亞·李畢福[6]飾演柯瑞普（Creeper）
- 辛西亞·卡莫納（Cinthya Carmona）[7]飾演艾莉西絲·奎瓦斯（Alexis Cuevas）
- 喬治·洛佩茲[8]飾演路易斯（Luis）
- 拉娜·帕瑞拉[8]飾演法薇（Favi）
- 雀兒喜·蘭登（Chelsea Rendon）[9]飾演路佩（Lupe）
- 夏安·赫南德茲（Cheyenne Hernandez）[8]飾演蓋塔（Gata）
- 布蘭登·紹布（英语：Brendan Schaub）[10]飾演尼格（Negro）
- 杰米·史密兹飾演巫師（Wizard）

## 製作
2018年6月21日，據報導，演員西亞·李畢福、鲍比·索托（Bobby Soto）和導演大衛·艾亞將合作拍攝犯罪驚悚片《收稅人》；該片由艾亞自編自導，克里斯·朗和艾亞的製片公司製作，十字小溪影業提供資金，定於同年夏天在洛杉磯開拍。其中，李畢福先前曾在《怒火特攻隊》（2014年）中與艾亞合作過。此外，喜劇演員兼前UFC格鬥家布蘭登·紹布也將在片中飾演一名幫派成員，艾亞試圖說服他加入演出已有數月之久。2018年7月，多名演員加入演出陣容，包括雀兒喜·蘭登（Chelsea Rendon）、辛西亞·卡莫納（Cinthya Carmona）、拉娜·帕瑞拉和喬治·洛佩茲。

### 拍攝
主要拍攝從2018年7月16日開始進行，直至2018年8月16日結束。

## 發行
該片2020年8月7日在美國上映。2020年5月，RLJE影業獲得了該片的美國發行權。2020年7月初，官方釋出首支預告片。由於COVID-19的影響，該片2020年7月30日在加利福尼亞州工業市的瓦恩蘭汽車影院上映。

## 外部連結
- 互联网电影数据库（IMDb）上《收稅人》的资料（英文）